# Étival-Clairefontaine
Étival-Clairefontaine è un comune francese di 2 521 abitanti situato nel dipartimento dei Vosgi nella regione del Grand Est.

## Società

### Evoluzione demografica
Abitanti censiti